# Fani Tzeli
Fani (Fenja) Tzeli (griechisch Φανή Τζέλη; * 20. November 2001 in Trikala) ist eine griechische Taekwondoin, die an den Olympischen Sommerspielen 2020 teilnahm.

## Leben und Karriere
Fani Tzeli stammt aus Megalochori bei Trikala. Sie begann im Alter von 6 Jahren mit Taekwondo, weil ihre ältere Schwester diesen Sport ausübte. Nach der Schule studierte sie Sportwissenschaften.
Fani Tzeli war schon als junge Athletin sehr erfolgreich, sie gewann Bronze bei den europäischen Taekwondo Jugendmeisterschaften 2017 und auch bei den Jugend-Weltmeisterschaften desselben Jahres. 2018  erkämpfte sie bei den Olympischen Jugend-Sommerspielen in Buenos Aires die Bronzemedaille in der Kategorie Mädchen bis 55 kg.
Sie nahm als einzige griechische Vertreterin ihrer Sportart an den Olympischen Sommerspielen 2020 von Tokio, die wegen der COVID-19-Pandemie erst 2021 stattfanden, in der Kategorie bis 57 kg teil und erreichte Platz 7, nachdem sie sich sowohl gegen Tatjana Minina aus der Russischen Föderation mit 7:15 also auch in der Hoffnungsrunde gegen die Nigerianerin Tekiath Ben Yessouf mit 0: 2 geschlagen geben musste.
Im Juni 2024 nahm sie zusammen mit ihrer Schwester für ihren Verein SOAT an den Europäischen Meisterschaften der Taekwondo-Vereine in Tirana teil und gewann eine Bronzemedaille. Im Mai desselben Jahres hatte sie bereits die Bronzemedaille bei den Taekwondo-Europameisterschaften in Belgrad in der Kategorie bis 57 kg gewonnen.
Sie ist Mitglied des Vereins Olympischer Sportarten Trikalas (SOAT (ΣΟΑΤ)) und wird von Nikos Paitaridis trainiert.